# Торбест гънкоуст прилеп
Торбестият гънкоуст прилеп (Nyctinomops femorosaccus) е вид бозайник от семейство Булдогови прилепи (Molossidae).

## Разпространение и местообитание
Разпространен е в Мексико и САЩ.